# John Meredith Bass
John Meredith Bass (19. ledna 1804 Nashville – 14. března 1878 New Orleans) byl americký bankéř, plantážník a politik za stranu whigů. V letech 1833–1834 a poté v roce 1869 byl starostou města Nashville ve státě Tennessee.

## Raný život
Narodil se 19. ledna 1804 v Nashvillu ve státě Tennessee. Jeho otec Peter Bass byl investorem do nemovitostí v Nashvillu. Jeho matka pocházela z Kentucky.
Získal vzdělání v Kentucky. Vystudoval University of Nashville a získal právnický titul na Transylvania University.

## Kariéra
V letech 1831–1832 byl členem městské rady Nashvillu a v roce 1833 se stal starostou Nashvillu za stranu whigů. Kromě toho byl „jedním z komisařů, kteří postavili nashvillskou vodárnu“.
V roce 1837 se stal prezidentem Union Bank of Tennessee. Byl také zakládajícím prezidentem společnosti Southern Life Insurance Company. Kromě toho byl majitelem plantáží v Louisianě a Arkansasu.

## Osobní život a smrt
Dne 7. ledna 1829 se oženil s Malvinou Grundy, dcerou senátora Felixe Grundyho, poté, co mu v osmnácti letech utekla. Byl osobním přítelem obchodníka s otroky Johna Armfielda. Vlastnil chatu v Beersheba Springs v Tennessee.
Zemřel 14. března 1878 v New Orleansu, kde byl na návštěvě u své dcery. Byl pohřben se svou ženou na hřbitově Mount Olivet v Nashvillu.